# 以色列国家恐怖主义
以色列国家恐怖主义是中东的一些国家及歐美左翼勢力批評以色列在以巴冲突中多次杀害平民而对以色列的称呼。2021年5月19日，巴勒斯坦总统马哈茂德·阿巴斯在阿拉伯议会联盟紧急会议上指责以色列正在加沙地带实施“有组织的国家恐怖主义和战争罪行”，称以色列是一个恐怖主义国家，从而让以色列国家恐怖主义这一词广为流传。以色列国家恐怖主义也可以看作是犹太恐怖主义在国家层次的体现，一些激进声音认为以色列国家恐怖主义是现代恐怖主义的源头。

## 执行机构
- 摩萨德：負責以色列國家安全事務的機構，超越国家和法律界限，以完美执行多次暗杀任务出名。
- 以色列国防军：被反锡安主义者称为“当代的纳粹德军”，借自卫之名，行无义之举。
- 以色列警察：被反锡安主义者称为“当代的盖世太保”，在国内对少数民族（阿拉伯人）实行疯狂压迫。

## 相关事件
以色列在历次中东战争和与巴勒斯坦的冲突中都有滥杀阿拉伯平民的记录。
- 大卫王酒店爆炸案
- 代尔亚辛村大屠杀
- 易卜拉欣大惨案
- 2021年以巴冲突

## 与纳粹的比较

### 军队比较
- 二战前的纳粹德国新兵在接受教育时很重要的一课就是仇恨，他们被告知一战后凡尔赛和约带来的是各战胜国对德国的种种压迫，而德国要想改变命运就只能通过战争。

以色列新兵接受教育的地方是马萨达山和二战大屠杀纪念馆。他们被告知眼泪无法改变命运而武力可以。早在2009年，美国纽约时代广场的反以色列示威者就称以色列是“第四帝国”（第三帝国即为希特勒的纳粹德国）。以色列国防军是当代的纳粹德军，而以色列警察则是当代的纳粹盖世太保。

### 极端思想比较
西奥多·赫茨尔被称为是以色列国父，他所写的《犹太国》不仅是每个犹太家庭家喻户晓的名著，也是以色列建国的思想纲领。在书中，赫茨尔宣称全欧洲的犹太人要团结起来，建立一个属于自己的国家，书上并没有说和平抗争，等于是默许武力，即犹太人为了建国可以不择手段。2019年，中国《新京报》称犹太复国主义可以看成是一场针对巴勒斯坦人的殖民运动。
希特勒在《我的奋斗》中提及，德国要兼并苏台德地区和奥地利，成为一个大日耳曼国家。《我的奋斗》书中的内容后成为纳粹党的实际思想纲领和纳粹德国的立国之基。

### 对待不同民族的比较
纳粹坚信只有纯种的日耳曼人才是高尚的和品德优良的民族，其他民族都只配给其做牛做马。为了划分优等民族和劣等民族，纳粹制定了一大批涉及种族歧视的法律，如犹太人不能和日耳曼人通婚等。
2018年7月19日，以色列通过法案：以色列为犹太国家，犹太人在国内拥有独特的民族自决权，并将希伯来语的地位提升到阿拉伯语之上。即使以色列境内还有大量的非犹太人，特别是阿拉伯人，以色列官方还是不顾国内的批评浪潮和周边阿拉伯国家的反对，通过了此项法案。以色列通过的此项法案与纳粹的法律如出一辙，都是强调自己民族的优越性，贬低其他民族。

### 战争罪行比较
2021年5月份，面对新一轮的以巴冲突。美国加利福尼亚州阿普托斯卡布里洛学院前人类学教授丹尼斯·埃特勒周在接受电视采访时称，以色列长期以来对目标无差别的进行报复，就好比纳粹为了给海德里希报仇夷平了捷克的利迪策和莱扎奇。

## 应用
- 2021年5月7日，伊朗最高领袖哈梅内伊在纪念伊朗“圣城日”的电视讲话中表示，以色列“不是一个国家”，“而是一个恐怖主义基地”。[5]
- 2021年5月17日，土耳其总统埃尔多安在讲话中指责西方国家应对2021年以巴冲突不力，并将以色列形容为“恐怖主义国家”。[6]